# Résistance (politique)
Pour les articles homonymes, voir Résistance.

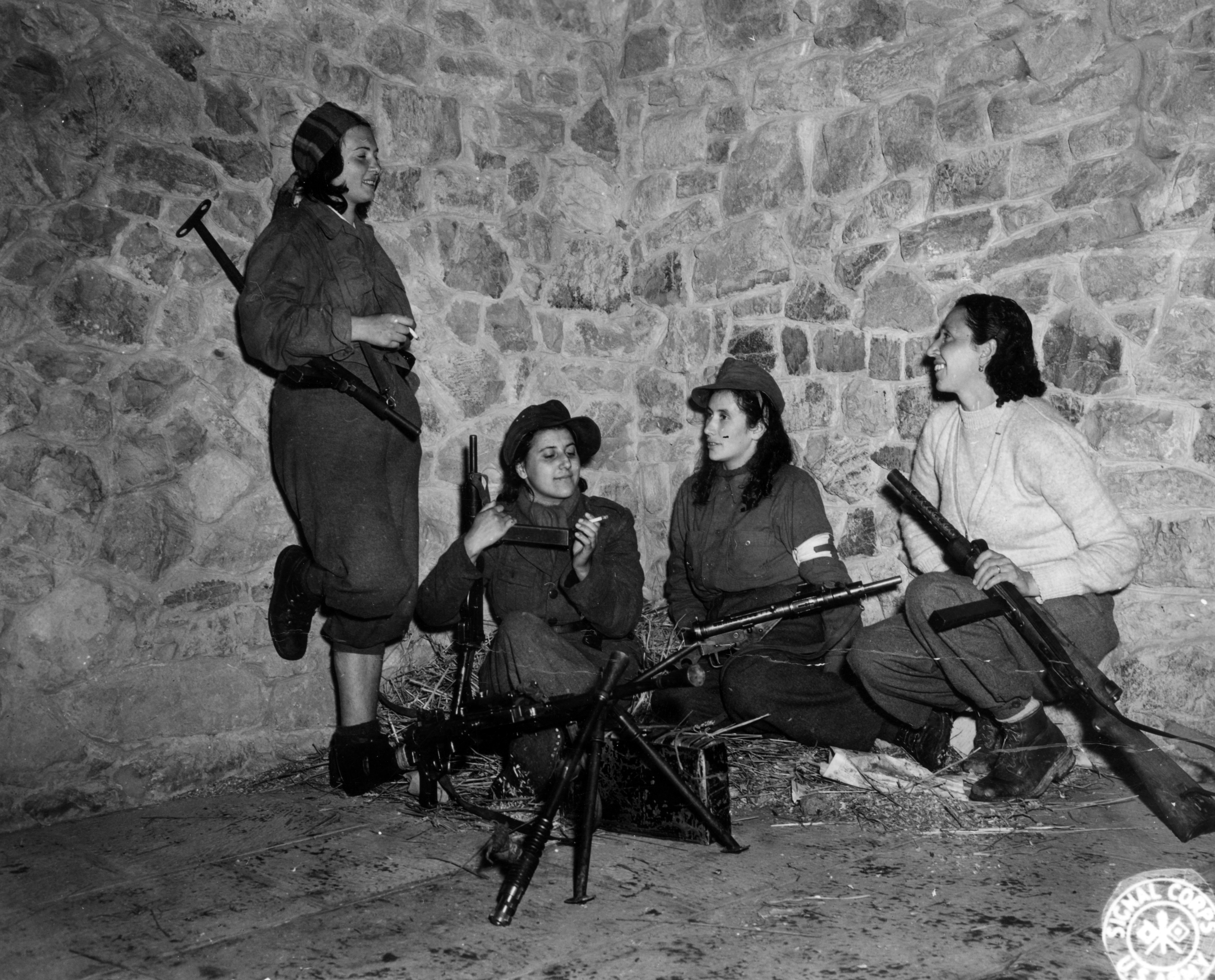
Des résistantes italiennes contre l'occupation allemande, et le régime fasciste en 1944.

Le terme de «résistance» tend à désigner spécifiquement un mouvement qui s'oppose à l'occupation d'un pays par des forces étrangères.
Toute utilisation du terme «résistance» à une époque antérieure est donc porteuse de confusion, bien que le terme de parti de la résistance ait été utilisé un temps en France, au XIXe siècle, pour désigner les conservateurs.

## Présentation historique

### Révolution française
La résistance à l’oppression figure à l’article 2 de la Déclaration des droits de l'homme et du citoyen de 1789, qui proclame quatre « droits naturels et imprescriptibles de l'homme », à savoir la liberté, la propriété, la sûreté et la résistance à l’oppression. Cette Déclaration des droits, reprise en préambule à la Constitution de 1793, fait de la résistance à un pouvoir arbitraire un devoir de chaque citoyen. Il occupe d'ailleurs quatre articles (27, 33, 34 et 35) qui précisent sa forme et son étendue. Ce texte reconnaît en outre l'insurrection populaire contre un pouvoir oppressif, tyrannique et despotique comme un devoir.

### Seconde Guerre mondiale
Si au fil du temps, ce droit n'a jamais vraiment appliqué officiellement, le terme de « résistant » s'est imposé en Europe à désigner les différents mouvements ayant lutté contre l'occupant nazi, dans les divers pays du continent sous domination allemande durant la Seconde Guerre mondiale.

### Après la guerre
Après 1945, le terme de résistance, porteur d'une connotation positive depuis ce conflit, est devenu un terme générique largement utilisé à travers le monde dans son sens politique par tous les groupes armées affirmant lutter contre un régime illégitime, par exemple dictatorial ou découlant d'une occupation étrangère. Leurs partisans ont ainsi parlé de résistance afghane, tchétchène, etc. Les gouvernements confrontés à des oppositions se qualifiant de « résistance » préfèrent utiliser pour les désigner des termes à connotation négative comme « terroriste ».
La résistance à l'oppression ne figure pas expressément dans la liste des droits et libertés mentionnés dans les trente articles de la Déclaration universelle des droits de l'homme, adoptée par l'Assemblée générale des Nations unies, le 10 décembre 1948.
Des mouvements régionalistes et séparatistes peuvent revendiquer être des mouvements de « résistance ». Le terme de résistance est également utilisé de manière plus large pour désigner tout mouvement politique qui s'oppose à un phénomène précis. On parle ainsi de mouvements de résistance à la mondialisation, au libéralisme, etc.

## Résistants et résistantes notables

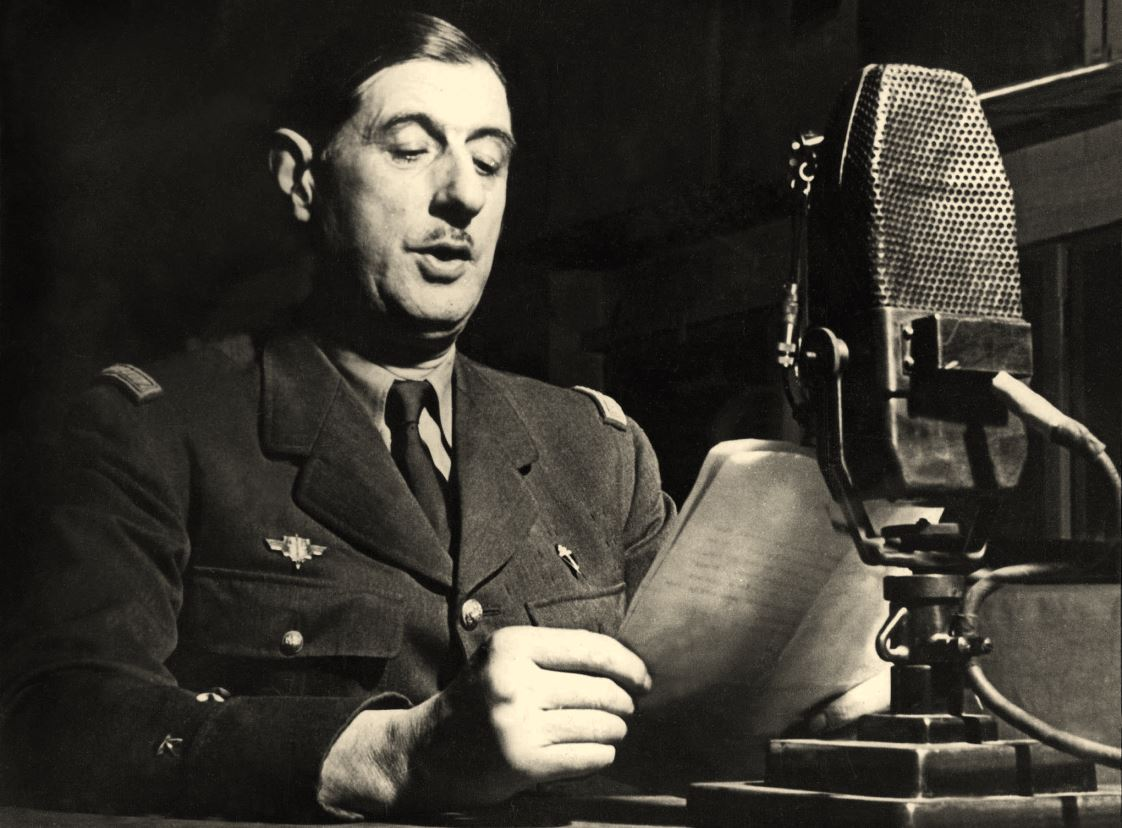
Charles de Gaulle au micro de la BBC.

### Seconde Guerre mondiale (anti-nazis et anti-fascistes)
Durant la Seconde Guerre mondiale, l'histoire a conservé le nom de nombreuses personnalités célèbres comme membre de la Résistance, notamment en raison du noms de voies et d'établissements publics de combattants souvent décédés à la suite de leurs actes de résistance. En France, on peut, notamment évoquer les noms de Pierre Brossolette, de Jean Moulin, d'Honoré d'Estienne d'Orves, de Jean Zay, Joséphine Baker, ainsi que tous les noms inscrit sur le Mémorial du Mont-Valérien, situé près de Paris. La plupart des résistants français s'étaient ralliés ou avaient rejoint la France libre, dirigée par le général de Gaulle à la suite de l'appel du 18 Juin 1940.
Il existe dans d'autres pays européens de nombreux autres mouvements de résistance à l'ennemi nazi ou fasciste dont notamment, en Pologne, le commandant Mordechaj Anielewicz, Witold Pilecki, Henryk Iwański et Jan Karski, en Yougoslavie, le chef du comité militaire Josip Broz (Tito), en Norvège, Gunnar Sønsteby et Max Manus, l'empereur d'Éthiopie Haile Selassie, le Néerlandais Riet van Grunsven, le Grec Aris Velouchiotis, les Chinois Mao Zedong et Chiang Kai-shek, mais aussi les Allemands Mildred Harnack et Sophie Scholl ainsi que les Italiens Sandro Pertini, Luigi Longo et Ferruccio Parri.

### Autres conflits

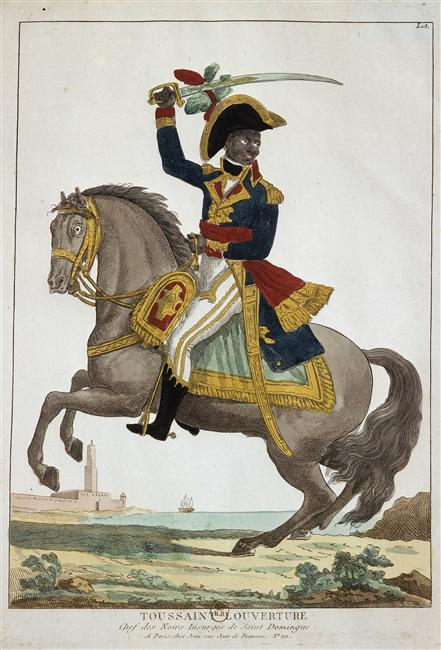
Toussaint Louverture, chef des insurgés de Saint-Domingue, XIX.

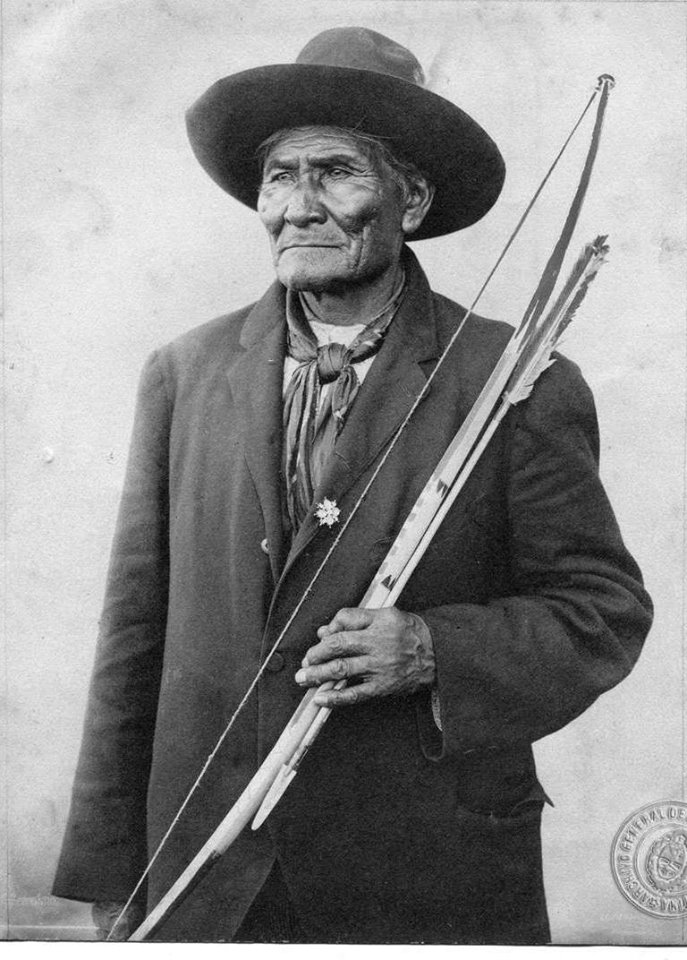
Géronimo

À l'occasion d'autres conflits, de guerres civiles ou d'autres formes de luttes armées, de nombreuses personnalités historiques sont connues pour avoir lancé, organisé, voire commandé et administré des mouvements de résistance, de lutte ou du moins de rébellion contre leurs oppresseurs.
Les plus célèbres, notamment en raison de leur présence sur le sol du territoire des États-Unis (quelquefois magnifiés par la littérature ou le cinéma) sont les chefs indiens, reconnus comme des résistants (ou des martyrs) à l'invasion des colons européens à l'origine des guerres indiennes, dont notamment Geronimo, Osceola, Red Cloud, Cochise, Crazy Horse, Tecumseh, Sitting Bull, Michikinikwa (Little Turtle) et Mangas Coloradas.

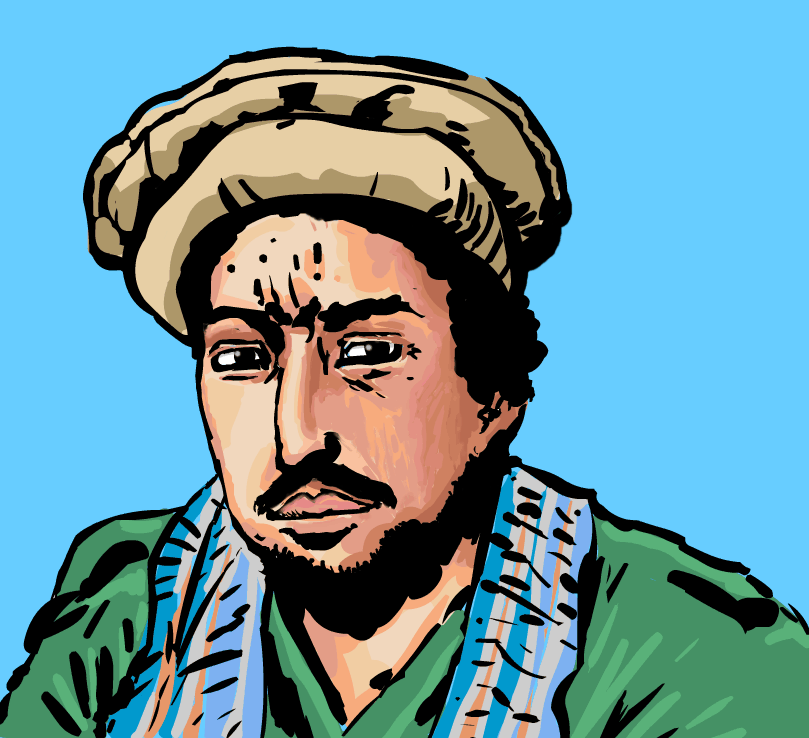
Le commandant Massoud, figure de la Résistance afghane face aux Soviétiques puis face aux Talibans

D'autres personnalités historiques, telles qu'Abdelkader ibn Muhieddine (chef de guerre contre la conquête de l'Algérie par la France au XIXe siècle), Buenaventura Durruti (dirigeant de la révolution sociale espagnole de 1936), Ho Chi Minh (leader anticolonial durant la guerre d'Indochine), Lembitu (chef de guerre estonien), Nestor Makhno (fondateur de l'Armée révolutionnaire insurrectionnelle ukrainienne), Jan Palach (révolte de Prague), Mohamed Bouazizi (initiateur du printemps tunisien), Juba (héros de la guérilla irakienne), Mustafa Kemal Atatürk (héros national turc), Osman Batur (leader de la cause kazakh et ouïghour, opposant à l'occupation chinoise), Pancho Villa, Emiliano Zapata, (révolutionnaires mexicains), Ernesto Guevara, plus connu sous le nom du « Che », Ahmed Chah Massoud, plus connu sous le nom de « Commandant Massoud » (chef de guerre des guerres d'Afghanistan), William Quantrill (guérillero confédéré), Lawrence d'Arabie (organisateur de la grande révolte arabe de 1916-1918), Spartacus (esclave rebelle contre l'autorité romaine), Nat Turner (esclave rebelle contre l'autorité américaine), Toussaint Louverture, Jean-Jacques Dessalines (principaux leaders de la Révolution haïtienne), Charlemagne Péralte (révolutionnaire haïtien et opposant à l'occupation américaine), Nelson Mandela (opposant au régime d'Apartheid en Afrique du Sud), Kenneth Kaunda (opposant à la discrimination raciale en Rhodésie du Nord, Robert the Bruce et William Wallace (opposants de l'occupation de l'Écosse par les troupes anglaises) pour les hommes, les reines Boudica et Dihya (plus connue sous le nom de « La Kahina »), Jeanne d'Arc, Olympe de Gouges (militante féministe française arrêtée puis guillotinée), Lalla Fatma N'Soumer (surnommée la Jeanne d'Arc du Djurdjura pour sa lutte lors de la conquête de l'Algérie par la France), Sarraounia (reine africaine opposée à l'expédition française de conquête coloniale du Tchad en 1899), María Fermina Rivera (insurgée de la guerre d'indépendance du Mexique) ou Dolores Ibárruri (plus connue sous le nom de « La Pasionaria ») pour les femmes, peuvent être qualifiés de « résistants » et de « résistantes » car rebelles à l'autorité en place et luttant contre elle.